# Gemerský Jablonec
Gemerský Jablonec, ungarisch Almágy (1927–48 slowakisch „Almáď“ – bis 1927 „Jablonica“; ungarisch auch Gömöralmágy) ist eine Gemeinde in der Süd-Mitte der Slowakei mit 690 Einwohnern (Stand 31. Dezember 2024), die im Okres Rimavská Sobota, einem Kreis des Banskobystrický kraj, liegt und zur Landschaft Gemer gezählt wird.

## Geographie
Die Gemeinde befindet sich inmitten des Berglands Cerová vrchovina in einem Tal am Oberlauf der Gortva. Das Ortszentrum liegt auf einer Höhe von 240 m n.m. und ist 18 Kilometer von Fiľakovo sowie 35 Kilometer von Rimavská Sobota entfernt.
Nachbargemeinden sind Hajnáčka im Westen und Norden, Gemerské Dechtáre im Nordosten, Dubno im Osten, Petrovce und Cered (H) im Südosten, Nová Bašta im Süden und Stará Bašta im Südwesten.

## Geschichte

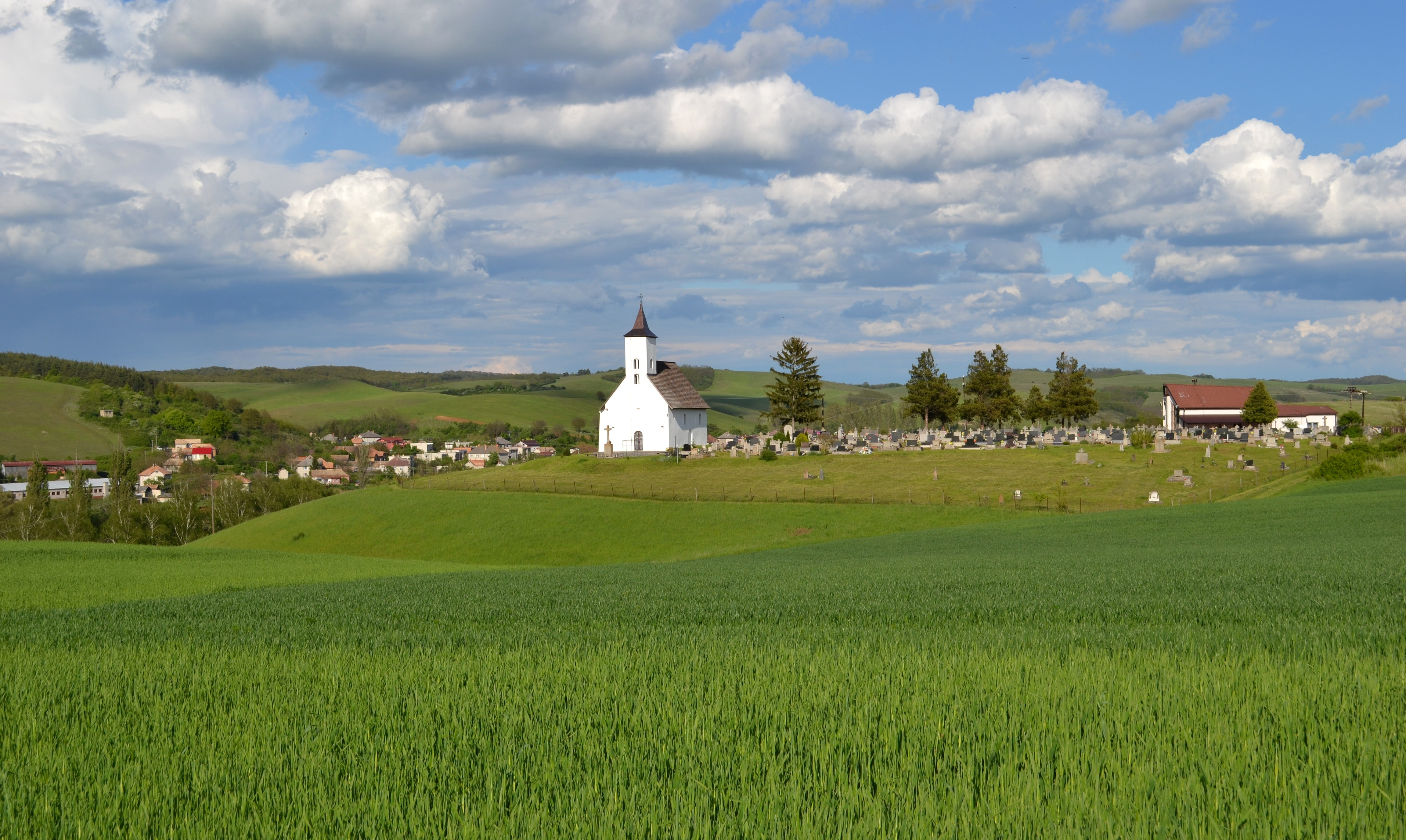
Gemerský Jablonec

Gemerský Jablonec als Ort entstand im 11. Jahrhundert und wurde zum ersten Mal 1275 als Almag schriftlich erwähnt. Im 13. und 14. Jahrhundert gliederten sich die Orte Petrovec und Utas aus. Nach 1553 war der Ort gegenüber dem Osmanischen Reich tributpflichtig, im 17. Jahrhundert flüchteten örtliche Bauern wegen der Türkenkriege und Unterdrückung durch den damaligen Besitzer A. Vay. 1828 zählte man 59 Häuser und 541 Einwohner, deren Haupteinnahmequelle Landwirtschaft war.
Bis 1918/1919 gehörte der im Komitat Gemer und Kleinhont liegende Ort zum Königreich Ungarn und kam danach zur Tschechoslowakei beziehungsweise heute Slowakei. Zwischen 1938 und 1944 lag er aufgrund des Ersten Wiener Schiedsspruches noch einmal in Ungarn.

## Bevölkerung
| Jahr                | 1994 | 2004    | 2014    | 2024    |
| ------------------- | ---- | ------- | ------- | ------- |
| Anzahl der Personen | 662  | 686     | 715     | 690     |
| Unterschied         |      | +3,62 % | +4,22 % | −3,49 % |

| Jahr                | 2023 | 2024    |
| ------------------- | ---- | ------- |
| Anzahl der Personen | 708  | 690     |
| Unterschied         |      | −2,54 % |

Gemäß der Volkszählung 2011 wohnten in Gemerský Jablonec 693 Einwohner, davon 536 Magyaren, 77 Slowaken, 54 Roma, 4 Tschechen und 1 Mährer. 21 Einwohner machten keine Angabe zur Ethnie.
639 Einwohner bekannten sich zur römisch-katholischen Kirche, 12 Einwohner zur reformierten Kirche, 4 Einwohner zur evangelisch-methodistischen Kirche sowie jeweils 2 Einwohner zur Evangelischen Kirche A. B. und zur Pfingstbewegung. 3 Einwohner waren konfessionslos und bei 31 Einwohnern wurde die Konfession nicht ermittelt.

## Bauwerke
- römisch-katholische Kirche im romanischen Stil aus dem 13. Jahrhundert, die auf einem Hügel oberhalb des Dorfes steht und das in der Slowakei seltene Patrozinium St. Abdon und Sennen trägt

## Verkehr
Gemerský Jablonec liegt an der Kreuzung mehrerer Straßen 3. Ordnung von Hajnáčka, Petrovce und Nová Bašta aus. Die Anbindung an die Straße 2. Ordnung 571 bei Hajnáčka ist sechseinhalb Kilometer entfernt.
Der nächste Bahnhof ist Hajnáčka an der Bahnstrecke Bánréve–Fiľakovo (dort Teil der Kursbuchstrecke 160) in 7,5 Kilometer Entfernung, mit einigen Nahverkehrszugspaaren täglich. Anbindung an Schnellzüge ist in den Bahnhöfen Fiľakovo und Jesenské vorhanden (Angaben Stand Fahrplan 2015).